# Александър Николов (историк)
Вижте пояснителната страница за други личности с името Александър Николов.
Александър Николов Николов (на английски: Alexandar Nikolov) е български историк, професор, преподавател в Софийския университет, специалист по средновековна обща история, преводач от английски и латински език, автор на учебна литература.

## Биография
Роден е на 11 януари 1963 г. в Перник. През 1982 г. завършва НГДЕК „Константин-Кирил Философ”. Следва история в Софийския университет. През 1989 г. става магистър по история и започва да преподава история в НГДЕК. През 1996 г. придобива магистърска степен по средновековни науки (MA Medieval Studies) в Централноевропейския университет в Будапеща. През 2004 г. става доктор по история с дисертацията „Народите на Изтока в кръстоносните трактати от края на XIII и първата половина на XIV век“. През 2008 г. става MPhil по средновековни науки в Централноевропейския университет. От 2015 г. е ръководител на Катедра „Стара история, тракология и средновековна история“ в Историческия факултет на СУ. Специализира във Ватиканския секретен архив през 1990 и 1991 г., и в Института по византинтология и неогрецистика във Виена през 1998 г. Член е на Асоциацията на византинистите и медиевистите в България, на Българското историческо дружество и на Асоциацията за средновековни европейски и средиземноморски проучвания Mediaevalia.
Научните му интереси са свързани с кръстоносните походи, миграциите и граничните общества, национализма и протонационализма.  Автор е на множество академични публикации по широк кръг проблеми от медиевистиката кръстоносните походи, варварските нашествия, съдбата на различни етнически, религиозни и други общности и как тези общности се възприемат взаимно в различни исторически времена.

## Публикации
Книги
- История на войните в дати, ЕМАС, София (съавт. Д. Браунстоун и А. Франк)
- Вярвай или ще те убия!: „Ориенталците” в кръстоносната пропаганда 1270-1370, София, УИ „Свети Климент Охридски”, 2006, ISBN 978-954-07-2301-3
- Властелини на средните времена, изд. „Полис“, София, 2018, ISBN 9789547960794
- Дубровнишки документи за историята на България и българските земи ХІІІ-ХV в. т. І (1230-1402 г.), УИ „Св. Климент Охридски", София, 2017, ISBN 978-957-07-4601-2 (съавт. В. Гюзелев, Е. Костова, П. Данова, С. Хинковски)
- Дубровнишки документи за историята на България и българските земи ХІІІ-ХV в. т. ІІ (1407-1505 г.), УИ „Св. Климент Охридски", София, 2018, ISBN 978-957-07-4601-2 (съавт. В. Гюзелев, Е. Костова, П. Данова, С. Хинковски)
- От Акра до Константинопол: пет средновековни трактата за ислямо – християнските отношения, изд. „Кирило-Методиевски науч. център - БАН“, 2018, ISBN 9789549787344 (преводи и коментари)

Монографии
- Западната експанзия на Балканите: Военномонашеските ордени и италианските морски републики XII-XV век. УИ „Св. Климент Охридски“, 2018, ISBN 978-954-07-5020-0 (съавт. Вл. Иванов, Н. Дюлгеров, С. Хинковски, К. Йорданов)
- Какво не знаем за Българското средновековие, София, 2024, ISBN 9786197688368 (съавт. проф. д-р Г. Н. Николов, гл. ас. д-р Й. Бенчева, доц. д-р К. Кръстев, доц. д-р Н. Дюлгеров, проф. д-р П. Павлов)

Учебна литература
- Помагало по история на България за кандидат-студенти, Просвета, София, 2009 (съавт. В. Янакиев, Ал. Иванчев), ISBN 954-01-1162-5
- История на Стария свят - учебник за VІІІ клас на НГДЕК „Св. Константин-Кирил Философ. София, БАН, 1997, 1998, 2001 (съавт. Д. Попов).
- Помагало за учителя по правата на човека. С., Институт за универсално обучение, 2001, с. 17-53 (съавт. А. Герджиков, Й. Бенчева).
- Учебно помагало по история за зрелостници и кандидат-студенти, София: Просвета, 2001 (съавт. М. Делев, Ал. Иванчев, В. Янчев)
- Учебник по история за VІІІ клас, С., Просвета, 2002. ISBN 978-954-360-004-5 (съавт. Пл. Павлов,, М. Делев и М. Босева)
- История и цивилизация за XI клас: Профилирана подготовка, София: Просвета, 2002 (съавт. М. Делев, Ал. Иванчев, В. Янчев)
- Учебник за профилирано обучение по история на България за 11 и 12 клас. С., Просвета, 2002 (съавт. В.Янчев и др.)
- История и цивилизация V клас: Учебно помагало, София: Ciela, 2006. ISBN 954-649-997-8 (съавт. Ж. Назърска, М. Калфова, Цв. Степанов)
- История и цивилизация, VІІІ клас, Азбуки-Просвета, 2009. ISBN 978-954-360-004-5 (съавт. Пл. Павлов и М. Босева)
- Мрежа за интеркултурен диалог и образование Турция - България: Университет Удулаг, Мугла Университет, Коджаели университет, СУ „Св. Климент Охридски" - наръчник за обучителя, 2009 (съст. И. Колева, Д. Веселинов, И. Камбуров и др.)
- Network for Intercultural Dialogue and Education & Turkey – Bulgaria., Handbook for Students, издание на Улудаг Университет, Бурса, Турция (съавт. И. Колева, Ал. Кальонски и др.)
- Задачи и тестове за външно оценяване. Обществени науки, гражданско образование и религия, изд. „Анубис“, София, 2010 (съавт. А. Попов, Ж. Желев, Р. Цветкова)
- Помагало по история и цивилизация за VІІІ кл., С., Просвета, 2010 г. (съавт. Пл. Павлов и др.)
- Geschichte und Zivilisation: für die 9. Klasse, София: Просвета, 2010 (съавт. М. Босева и Пл. Петров)
- История и цивилизация за 11. клас: профилирана подготовка, София: Просвета, 2012. ISBN 978-954-01-2692-0 (съавт. М. Делев, Ал. Иванчев и В. Янчев).
- Обучение на учители за формиране на знания, умения и компетентности за работа в интеркултурна среда: наръчник за обучители. София: [УИ „Св. Климент Охридски"], 2013. ISBN 978-954-07-3564-1 (съст. И. Колева, Ал. Кальонски, В. Тепаричаров, Т. Бонева)
- Обучение за учители на знания, умения и компетентности за работа в интеркултурна среда: Наръчник за учители, Министерство на образованието, младежта и науката, София, 2013, ISBN 978-954-07-3565-8 (съавт. И. Колева, Ал. Кальонски, В. Тепавичаров, Т. Бонева)
- Интерактивни методи и техники за формиране на знания, умения и компетентности за работа в интеркултурна среда, УИ „Св. Кл. Охридски", София, 2013. ISBN 978-954-07-3567-2 (съавт. Дж, Маджаров, И. Колева, А. Лунин, В. Тепавичаров, В. Коцева, Вл. Станев и др.)
- Интерактивни методи и техники за формиране на знания, умения и компетентности за работа в интеркултурна среда. Допълнителна тетрадка, УИ „Св. Кл. Охридски", София, 2013. ISBN 978-954-07-3567-2 (съавт. Дж, Маджаров, И. Колева, А. Лунин, В. Тепавичаров, В. Коцева, Вл. Станев и др.)
- История и цивилизации за 5. клас, София, Просвета, 2016. ISBN 9789540131665 (съавт. Т. Леков, Д. Ботева-Боянова, М. Босева)
- Книга за учителя по история и цивилизации - 5. клас, София, Просвета, 2016. ISBN 978-954-01-3164-1 (съавт. Т. Леков, Д. Ботева-Боянова, М. Босева)
- Материали по история и цивилизация за 7 клас. Просвета, София, 2016 (съавт. Пл, Павлов, М. Босева)
- История и цивилизации за 6. клас, София, Просвета, 2017. ISBN 9789540133942 (съавт. Пл. Павлов, Р. Гаврилова, М. Босева)
- Книга за учителя по история и цивилизации за 6. клас, София, Просвета, 2017. ISBN 978-954-01-3490-1 (съавт. Пл. Павлов, Р. Гаврилова, М. Босева)
- История и цивилизации за 11. клас - профилирана подготовка Модули 1 - 3, София, 2020. ISBN 9789540140216 (съавт. Б. Гаврилов, Т. Леков, Т. Томов, М. Бенова и, М. Босева)

Освен това към 2024 г. е автор на около 70 научни статии на английски и български език, на около 80 доклада от конференции и на други публикации.